# Volčansk
Volčansk (rusky Волчанск) je město ve Sverdlovské oblasti v Ruské federaci. Při sčítání lidu v roce 2010 mělo zhruba deset tisíc obyvatel.

## Poloha
Volčansk leží na východním okraji Uralu ve vzdálenosti přibližně 450 kilometrů na sever od Jekatěrinburgu, správního střediska celé oblasti.

### Doprava
Volčansk leží na železniční trati Serov–Krasnoturjinsk–Severouralsk otevřené v roce 1935.
Ačkoliv se jedná o poměrně malé město, je zde v provozu tramvajová doprava.